# Pam Dawber
Pam Dawber, född 18 oktober 1951 i Detroit, Michigan, är en amerikansk skådespelare, mest känd som Mindy i TV-komediserien Mork & Mindy, där hon spelar mot Robin Williams. 
Pam Dawber är även sångare (sopran) och har fyra oktavers omfång, som hon bland annat använt i en Los Angeles-produktion 1980 av Gilbert & Sullivans The Pirates of Penzance. Dawber är sedan 1987 gift med skådespelaren Mark Harmon. De har två söner.